# Macarena Santos i Torres

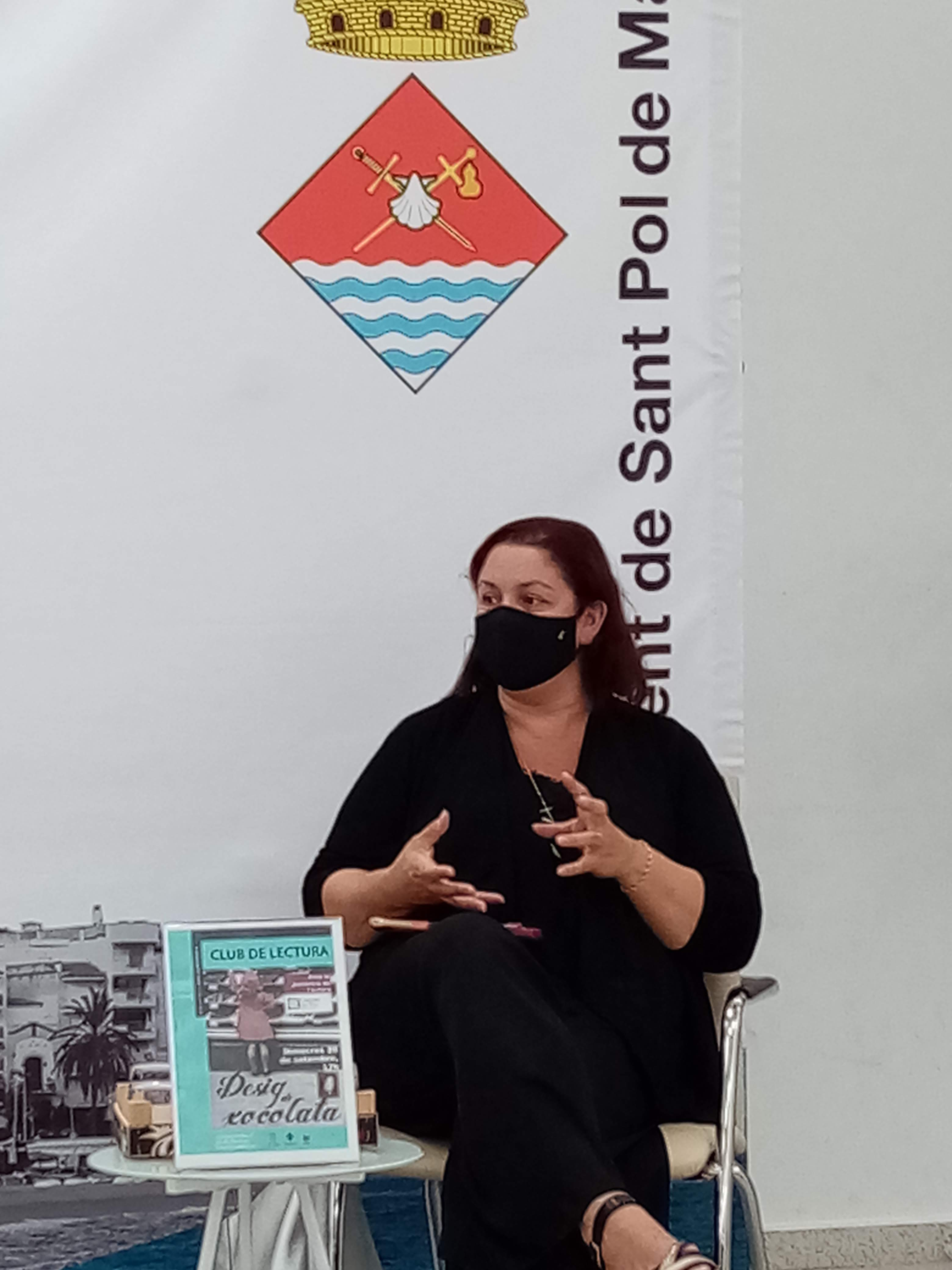
Care Santos a Sant Pol de Mar, 2020

Macarena Santos i Torres (Mataró, 8 d'abril de 1970), de nom de ploma Care Santos, és una escriptora catalana en llengua catalana i castellana.

## Biografia
Va estudiar Dret a la Universitat de Barcelona i posteriorment Filologia Hispànica. Va començar la carrera periodística al Diari de Barcelona, i més endavant a diaris com ABC o El Mundo. Col·labora en diversos mitjans, entre els quals El Periódico, Mujer Hoy i el programa de ràdio El suplement de Catalunya Ràdio.
Com a autora de ficció, el 1995 es va donar a conèixer amb un primer llibre de relats, Cuentos cítricos. Després van seguir altres llibres (novel·les i relats), entre els quals, la novel·la Trigal con cuervos, que va guanyar el premi de novel·la Ateneo Joven de Sevilla de 1999, o Los ojos del lobo, novel·la juvenil que va guanyar el premi Gran Angular.
El 2007 va quedar finalista del Premio Primavera de Novela amb La muerte de Venus. Ha estat traduïda a diversos idiomes. El 2013 va guanyar el Premi Joaquim Ruyra de narrativa juvenil per No em preguntis qui sóc. El 30 de gener de 2014 fou guardonada amb el Premi de les Lletres Catalanes Ramon Llull pel llibre Desig de xocolata.
Care Santos és sòcia d'honor de Nocte, l'Associació Espanyola d'Escriptors de Terror.
El seu llibre Habitacions tancades s'ha adaptat a pel·lícula per a televisió, i va guanyar el Premi Zoom al millor guió l'any 2015.
El 2017 guanya el Premi Nadal de novel·la amb Media vida, una obra sobre la culpa i el perdó.
El 2023 va traduir al castellà una selecció de contes de Víctor Català.

## Obres publicades

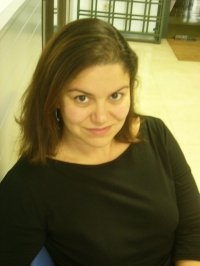
Care Santos, el 2008

### Novel·les en castellà
- El tango del perdedor (1997)
- Trigal con cuervos (1999 IV Premi Ateneo Joven de Sevilla de Novel·la)[4]
- Aprender a huir (2000)
- La muerte de Kurt Cobain (1997)
- Okupada (1997)
- Te diré quién eres (1997)
- La ruta del huracán (1999)
- Krysis (2001)
- Operación Virgo (2002)
- s e xe a n a l (2003)
- Los ojos del lobo (2004)
- El circuito de Montecarlo (2005)
- El anillo de Irina (2005)
- El dueño de las sombras (2006)
- La muerte de Venus (2007 Finalista del XI Premi Primavera de Novel·la)[cal citació]
- El síndrome Bovary (2007)
- Hacia la luz, Madrid, Espasa (2008)
- Esta noche no hay luna llena (2012)
- El aire que respiras (2013)
- Deseo de chocolate (2014)
- Media vida (2017)[8]
- El amor que pasa (2025)

### Relats (en castellà)
- Cuentos cítricos (1995)
- Ciertos testimonios (1999)
- Solos (2000)
- Intemperie (2003 Premi de Narrativa Ciutat d'Alcalà)[cal citació]
- Matar al padre (2004 II Premi Alfonso de Cossío de Relat Curt)[cal citació]
- Los que rugen (2009)

### En català
- Hot dogs (2000, Premi Gran Angular de literatura juvenil)[cal citació]
- Llibre de família. Barcelona: Columna, 2002. Obra del col·lectiu Germanes Quintana (aquí: Carmen Abarca, Jo Alexander, Eulàlia Carrillo, Míriam Iscla, Isabel Olesti, Adelaida Perillós, Gisela Pou, Care Santos i Mercè Sàrrias).
- Tancat per vacances. Barcelona: Columna, 2003. (Obra col·lectiva amb Sebastià Alzamora, Lluís Calvo, Gemma Lienas, Andreu Martín, Isabel Olesti, Miquel de Palol i Muntanyola, Eva Piquer, Maria Mercè Roca i Lluís Maria Todó).
- Val més anar sol (2005)
- Un camí dins la boira (2006, Premi Ramon Muntaner de literatura juvenil)[cal citació]
- El millor lloc del món és aquí mateix (2008, amb Francesc Miralles)
- Habitacions tancades (2012)
- No em preguntis qui sóc (2013)
- Desig de xocolata (2014)[7]
- Amaranta (2015)
- Mentida (2015)
- Diamant blau (2015)
- Veritat (2017)
- Tot el bé i tot el mal (2018)
- Por (2019)
- Seguiré els teus passos (2020)
- Em venc el millor amic (2014)
- Ben (2021)
- La tercera màscara (2022)

## Premis
- Premi Ciudad Alcalá de Henares de Narrativa 1995 per Intemperie
- IV Premi Ateneo Joven de Sevilla de novel·la 1999 per Trigal con cuervos[4]
- II Premio Alfonso de Cossío de Relat Curt 2003 per Matar al padre
- Premi Edebé de Llibre Juvenil 2003 per Laluna.com
- Premi Gran Angular de literatura juvenil 2004 per Los ojos del lobo
- Premi Alandar de Literatura Juvenil 2006 per El anillo de Irina
- XXI Premi Ramon Muntaner 2006 per Un camí dins la boira
- Premi Carmen Conde de Poesia de Dones 2007 per Disección.
- Premi Ramon Llull 2014 per Desig de xocolata
- Premi L'Illa dels Llibres 2014 per Desig de Xocolata
- Premi Edebé 2015 per Mentida
- Premi Zoom 2015 al Millor Guió per Habitacions tancades
- Premi Nadal de novel·la 2017 per Media vida[8]
- Premi Cervantes Chico pel conjunt de la seva obra infantil i juvenil.[1][10]